# Tjalăkovi
Tjalăkovi (bulgariska: Чалъкови) är ett distrikt i Bulgarien.   Det ligger i kommunen Obsjtina Rakovski och regionen Plovdiv, i den centrala delen av landet, 150 km öster om huvudstaden Sofia.